# Zajk
Zajk (chorvatsky Sajka) je obec v Maďarsku v župě Zala v okrese Letenye, přibližně 5 km vzdušnou čarou od hranic s Chorvatskem.
Obec leží asi 5 km severně od městečka Letenye. Má rozlohu 1239 ha a v roce 2015 zde žilo tu 230 obyvatel.